# Dee Mosbacher
Diane "Dee" Mosbacher (Houston, 13 de enero de 1949) es una cineasta, activista feminista lesbiana y psiquiatra estadounidense.

## Trayectoria
Nacida en Houston, Texas, es hija de Pennybacker Mosbacher y Robert Mosbacher (1927-2010), Secretario de Comercio de los Estados Unidos entre 1989 y 1992 bajo la presidencia de George H. W. Bush, con quien tenía una relación cercana con su padre, a pesar de las posturas mayoritariamente anti-gay del Partido Republicano. Tiene dos hermanas y un hermano. Está casada con Nanette Gartrell, investigadora, psiquiatra y escritora.
Se licenció en psicología en el Pitzer College en Claremont, California en 1972. En 1979, se doctoró en psicología social en la universidad Union Graduate School (UGC) y, en 1983, se graduó en medicina en la Facultad de Medicina de Baylor. Entre 1983 y 1984, realizó sus prácticas de medicina en el Cambridge Health Alliance en Cambridge, afiliado a la Escuela de Medicina de Harvard. Posteriormente, completó su residencia en psiquiatría en el mismo centro entre 1984 y 1987.
Durante su etapa universitaria, se convirtió en activista de la salud de la mujer. Mientras estudiaba en la Facultad de Medicina de Baylor y realizaba su residencia en la Escuela de Medicina de Harvard, comenzó a dirigir documentales centrados en la discriminación hacia médicos y pacientes homosexuales y lesbianas. Además, contribuyó con diversos artículos dirigidos a la comunidad académica y médica sobre la atención a pacientes de estas comunidades.
En 1991, se convirtió en la primera titulada de Pitzer College en pronunciar el discurso de graduación en su alma mater.  En 1992, cuando ambos ofrecieron discursos de graduación el mismo día, comentó a The Washington Post que intercambiaron y revisaron sus discursos, resaltando con ironía sus diferencias ideológicas y de identidad. Ese mismo año, expresó su rechazo hacia el enfoque anti-gay y anti-mujer adoptado por la campaña presidencial del Partido Republicano.
Entre 1994 y 2002, formó parte del Consejo de Administración del Pitzer College. En 2011, fundó el Fondo Mosbacher para Estudios de Medios y el Centro Mosbacher/Gartrell para la Experimentación y el Activismo en los Medios en el Pitzer College.

### Woman Vision Productions
En 1992, Mosbacher fundó la compañía de producción sin ánimo de lucro Woman Vision para contrarrestar la campaña mediática sobre temas LGBT realizada por el Partido Republicano, que fue el foco de la Convención Nacional Republicana de ese mismo año. En 1995, codirigió y coprodujo, junto a la actriz Frances Reid, un documental titulado Straight From the Heart, en el que abordaba las relaciones entre padres heterosexuales y sus hijos e hijas homosexuales. La película fue nominada a los Premios Óscar en la categoría de Documental (Cortometraje).
Hasta 2009, Mosbacher dirigió o produjo nueve documentales a través de Woman Vision, centrados en temas LGBT y derechos de las mujeres. Ese mismo año, codirigió y coprodujo junto a Fawn Yacker el documental Training Rules, una película de una hora de duración sobre Rene Portland, una entrenadora de baloncesto femenino de la Universidad Estatal de Pensilvania. Portland supuestamente prohibió a las lesbianas jugar en su equipo. La película contiene entrevistas con ex atletas y miembros del cuerpo docente de Penn State que dicen que Portland persiguió y acosó activamente a jugadoras de su equipo que sospechaba que eran homosexuales.
En 2012, Woman Vision lanzó The Last Closet, una campaña web y un proyecto de vídeo para acabar con la homofobia en los deportes profesionales masculinos.

## Reconocimientos
En 1992, Dee Mosbacher recibió el Creating Change Award de la National LGBTQ Task Force, un reconocimiento a su compromiso con el cambio social. Tres años después, en 1995, fue distinguida con el Jerry E. Berg Leadership Award por parte del Human Rights Campaign Fund, destacando su liderazgo en la lucha por la igualdad. En 1997, la organización Lambda Legal le otorgó el Liberty Award por su labor en favor de los derechos civiles de las personas LGBT. En 2009, el Equality Forum le concedió el Barbara Gittings Memorial Award, en honor a su activismo y contribución a la visibilidad lésbica. Posteriormente, en 2014, recibió el Mathew O. Tobriner Public Service Award de la The Legal Aid Society – Employment Law Center de San Francisco, en reconocimiento a su compromiso con la justicia social y el servicio público.

## Filmografía
- 1985: Closets are Health Hazards: Gay and Lesbian Physicians Come Out. Dirección y producción.
- 1991: Lesbians on Practice, Patients, and Power. Dirección y producción.
- 1994: Straight From the Heart. Dirección y producción. Con Frances Reid y Deborah Hoffman
- 1995: Out for a Change: Addressing Homophobia in Women's Sports. Dirección y producción.
- 1996: All God's Children. Dirección y producción. Con Sylvia Rhue y Frances Reid.
- 2001: De Colores. Productora ejecutiva.
- 2002: Radical Harmonies. Dirección y producción. Con Boden Sandstrom and June Millington.[16]
- 2006: No Secret Anymore: The Times of Del Martin and Phyllis Lyon. Producción. Con Joan E. Biren
- 2009: Training Rules - Dirección y producción. Con Fawn Yacker.[17]